# Maureen Beattie
Maureen Jane Beattie (Bundoran, 1º gennaio 1953) è un'attrice britannica, attiva in campo teatrale, cinematografico e televisivo.

## Biografia
Nata in Irlanda in una famiglia scozzese, Maureen Beattie ha studiato recitazione alla Royal Scottish Academy of Music and Dramatic Art, diplomandosi nel 1974. Da allora è apparsa regolarmente sulle scene britanniche, recitando in opere teatrali classiche e moderne sui maggiori palcoscenici del Regno Unito, tra cui l'Old Vic, il London Coliseum, il National Theatre e il Teatro Sadler's Wells. Nel corso della sua carriera ha recitato in diverse opere shakespeariane sia come attrice freelance che come membro della Royal Shakespeare Company, con cui ha interpretato Tamora in Tito Andronico ed Elisabetta in Riccardo III. In campo televisivo è nota soprattutto per i ruoli di Jane Fitzwilliam in Metropolitan Police, Fiona Bellows in Doctor Who e Sandra Nicholl in Casualty.

## Filmografia (parziale)

### Cinema
- Una sposa in affitto (The Decoy Bride), regia di Sheree Folkson (2011)

### Televisione
- Taggart – serie TV, 5 episodi (1985-2000)
- I Campbell (The Campbells) – serie TV, 1 episodio (1988)
- Metropolitan Police (The Bill) – serie TV, 12 episodi (1990-2003)
- Casualty – serie TV, 29 episodi (1991-1993)
- Doctors – serie TV, 3 episodio (2009-2019)
- Lewis – serie TV, 1 episodio (2009)
- L'ispettore Barnaby (Midsomer Murders) – serie TV, 1 episodio (2010)
- Vera – serie TV, 1 episodio (2013)
- Doctor Who – serie TV, 1 episodio (2014)
- Outlander – serie TV, 1 episodio (2016)

## Teatro (parziale)
- Otello di William Shakespeare. Lyric Theatre di Londra (1984)
- Le allegre comari di Windsor di William Shakespeare. National Theatre di Londra (1995)
- Otello di William Shakespeare. National Theatre di Londra, tour mondiale (1997)
- Candida di George Bernard Shaw. Royal Theatre di Plymouth (1999)
- Il profondo mare azzurro di Terence Rattigan. Nottingham Playhouse di Nottingham (2000)
- Medea di Euripide. The Tramway di Glasgow, tour mondiale (2001)
- Il leone, la strega e l'armadio da C. S. Lewis. Teatro Sadler's Wells di Londra (2002)
- Tito Andronico di William Shakespeare. Royal Shakespeare Theatre di Stratford-upon-Avon (2003)
- Riccardo III di William Shakespeare. Royal Shakespeare Theatre di Stratford-upon-Avon (2003)
- La famiglia Antrobus di Thornton Wilder. Young Vic di Londra (2004)
- Rebecca, la prima moglie da Daphne du Maurier. Theatre Royal di Newcastle upon Tyne (2005)
- Spettri di Henrik Ibsen. Citizens Theatre di Glasgow (2009)
- Il costruttore Solness di Henrik Ibsen. Minerva Theatre di Chichester (2010)
- Il giardino dei ciliegi di Anton Čechov. Royal Lyceum Theatre di Edimburgo (2010)
- Sogno di una notte di mezza estate di William Shakespeare. Usher Hall di Edimburgo (2012)
- Rumori fuori scena di Michael Frayn. Old Vic di Londra (2013)
- Il racconto d'inverno di William Shakespeare. Royal Lyceum Theatre di Edimburgo (2017)
- The Ferryman di Jez Butterworth. Gielgud Theatre di Londra (2017)
- Yerma di Federico García Lorca. Young Vic di Londra, Park Avenue Armory di New York (2017)
- Morte di un commesso viaggiatore di Arthur Miller. Theatre Royal Exchange di Manchester (2018)
- My Fair Lady di Frederick Loewe e Alan Jay Lerner. London Coliseum di Londra (2022)
- Duet for One di Tom Kompinski. Orange Theatre di Richmond (2023)

## Doppiatrici italiane
- Aurora Cancian in Una sposa in affitto
- Antonella Giannini in Doctor Who